# 贺怡
贺怡（1911年—1949年11月21日），乳名银媛，女，江西省永新县人，中国共产党干部、妇女活动家，毛泽覃夫人、贺子珍之妹。

## 生平
贺怡少年时，随哥哥贺敏学、姐姐贺子珍参加革命。1926年，加入中国共青团和中国国民党。1926年10月，任妇女协会委员，和贺子珍等人组织“十姊妹”演讲队，深入城乡宣传革命及妇女解放。1927年，转为中国共产党党员。
1928 年，贺怡到赣西特委工作，并于第二年 4 月和时任赣西特委秘书长的刘士奇结婚。刘士奇后来因为路线错误被迫离开赣西南，与贺怡的婚姻也自行解除。刘士奇不久就牺牲了。2015 年在刘士奇公祭大会上，有人作对联一副“红军将领主席连襟壮烈威名昭玉宇；鄂皖雄韬井冈剑气英雄碧血化长虹”以示纪念。
1930年2月，中共赣西特委、赣南特委、湘赣边特委合并为中共赣西南特委，贺怡当选为候补委员兼妇女部长。任内，主持制定《赣西南妇运工作大纲》，并深入基层开展妇女运动。1931年6月，中共永（丰）、吉（安）、泰（和）特委成立，贺怡任特委委员兼保卫局局长。7月20日，和特委书记毛泽覃结婚。1932年3月，中共公略中心县委成立，毛泽覃任书记，贺怡任中共瑞金县委组织部副部长。
中共六届四中全会后，中共中央被王明路线控制。1932年10月宁都会议后，毛泽东被解除军职。1933年7月，中央苏区掀起反邓小平、毛泽覃、谢维俊、古柏的运动。毛泽覃受到批斗，贺怡调到中共中央党校受训，分娩之后遭到残酷斗争1个月，因获副校长董必武保护，仅受党内警告处分。
1934年春，贺怡率工作队到瑞金夏肖区调查研究，发现仅柏树下村，就因为查3代、5代，把贫下中农划为地主、富农，红军家属被划成反革命的有18户，从而指出查田运动中的左倾错误。得到董必武、何叔衡、邓发等领导赞扬。不久，被任命为中共夏肖区委书记。
1934年10日，红一方面军长征，离开中央苏区。毛泽覃夫妇被留在中央苏区，毛泽覃任独立师师长，率部撤到武夷山下隐蔽。贺怡与父母经中共党组织安排，于1935年初抵达江西赣州水西，潜藏三宝经堂内一年多，坚持党的秘密活动。其间得知了毛泽覃的死讯。
抗日战争爆发后，1937年11月，新四军驻吉安通讯处成立，贺怡任通讯处统战部长，后来改任民运部长。1938年，调任中共赣南地委组织部长。1939年，调到中共广东省委妇女部任职。1940年6月30日，在韶关被国民党特务逮捕。贺怡吞下金戒指以抗拒敌人逼供，但自杀未成，身体健康严重受损。经中共党组织营救而获释，辗转到达延安。1941年皖南事变后，新四军在苏北重建，陈毅代军长，贺怡来到新四军军部工作。
抗日战争胜利后，贺怡回到陕北，进入中共中央党校学习。1948年冬，赴中国东北。1949年随中国人民解放军南下，中国人民解放军占领江西后，出任中共吉安地委组织部长。
1949年11月，时任中共江西吉安地委组织部部长的贺怡，向地委请假，乘一辆吉普车到赣南寻找毛泽东、贺子珍长征前留下的孩子小毛。在赴赣南前，贺怡先到家乡永新，从亲戚贺调元家接回自己和毛泽覃的儿子贺麓成，在赣南见到很多老战友，还到父亲贺焕文的墓地祭奠。在赣南，贺怡没有找到小毛。1949年11月21日，贺怡乘车从赣南返回吉安，同车的有司机、贺怡的助手、贺麓成、贺怡的警卫员、古柏夫人曾碧漪和儿子古一民，在泰和县澄江镇桥头村境内的丰塘桥发生车祸，贺怡当场身亡，享年38岁。同时身亡的还有贺怡的助手，以及古柏之子古一民。曾碧漪受重伤，贺麓成左腿膑骨骨折。
贺怡去世后，随即安葬在江西省吉安县城郊天华山，没有移动过。到2014年，贺怡墓纪念场占地面积约160多平方米，墓碑上写有“贺怡烈士之墓”，墓碑正上方嵌有五角星。
2014年4月6日，贺怡之子贺春生、孙女刘代英、孙子刘代明等一行5人，来到天华山的贺怡烈士墓祭奠，并将贺怡的部分遗骨采出。4月7日，这部分遗骨迁到井冈山茅坪烈士陵园，安葬在其哥哥贺敏学墓右侧。

## 家庭

### 父母
- 贺焕文（1871年-1938年）
- 温吐秀

### 兄弟姐妹
- 兄：贺敏学
- 姐：贺子珍

### 丈夫
- 刘士奇（1902年-1933年），红四方面军政治部主任、红二十七军军长
- 毛泽覃（1905年-1935年），1931年结婚
- 涂振农（1896年12月5日—1951年4月）

### 子女
- 刘子毅（1924年-1968年5月）。南昌铁路公安局局长。其女刘代英、子刘代明。
- 小英子，毛泽覃之女，下落不明
- 贺麓成，毛泽覃之子
- 贺海峰，贺怡与涂振农的女儿，贺麓成同母异父妹
- 贺春生，贺怡与涂振农的儿子